# Hana Maregni
Hana Maregni –en árabe, هناء ميرغني– (Túnez, 4 de mayo de 1989) es una deportista tunecina que compitió en judo. Ganó una medalla en los Juegos Panafricanos de 2011, y cinco medallas en el Campeonato Africano de Judo entre los años 2006 y 2013.

## Palmarés internacional
| Juegos Panafricanos | Juegos Panafricanos     | Juegos Panafricanos | Juegos Panafricanos |
| Año                 | Lugar                   | Medalla             | Categoría           |
| ------------------- | ----------------------- | ------------------- | ------------------- |
| 2011                | Maputo (Mozambique)     | Medalla de oro      | –78 kg              |
| Campeonato Africano |                         |                     |                     |
| Año                 | Lugar                   | Medalla             | Categoría           |
| 2006                | Puerto Louis (Mauricio) | Medalla de bronce   | +78 kg              |
| 2010                | Yaundé ( Camerún)       | Medalla de plata    | –78 kg              |
| 2011                | Dakar (Senegal)         | Medalla de oro      | –78 kg              |
| 2012                | Agadir (Marruecos)      | Medalla de oro      | –78 kg              |
| 2013                | Maputo (Mozambique)     | Medalla de oro      | –78 kg              |